# Partido Obrero Revolucionario (Bolivia)
El Partido Obrero Revolucionario (POR) es un partido político trotskista en Bolivia. En su apogeo, a fines de la década de los 40, principios de los 50, y en 1971 el POR fue uno de los pocos partidos trotskistas de la historia que obtuvo un seguimiento masivo de la clase trabajadora. Influyó decisivamente en la historia del movimiento obrero boliviano, de Bolivia en general, y en la estructuración de la organización mundial. Forma parte del Comité de Enlace por la Reconstrución Cuarta Internacional (CERCI).

## Historia

### Reseña
El PARTIDO OBRERO REVOLUCIONARIO fue fundado en el congreso de Córdoba (Argentina) realizado en el mes de junio de 1935, como Sección Boliviana de la Liga Comunista Internacionalista que en 1938 se transformará en la Cuarta Internacional (IV I.). Su fundador, el notable marxista boliviano José Aguirre Gainsborg, estaba seguro de que había que poner en pie a la vanguardia revolucionaria como respuesta a la convulsión social que siguió a la guerra del Chaco. El Marofismo (grupo Túpac Amaru de Tristán Marof) fue incluido al POR sin la necesaria discusión sobre el problema internacional, que involucraba cuestiones organizativas y de caracterización del país, y por tanto el enunciado de la finalidad estratégica. Llevó una vida larvaria larga, casi de clandestinidad severa, sin poder aclimatarse en Bolivia, penetrar en el seno de las masas, ni afinar debidamente su instrumento programático, lo que a veces se tradujo en crisis internas. En 1938 tuvo lugar su primera escisión (con Tristán Marof y sus seguidores) alrededor del carácter del Partido revolucionario: José Aguirre sostuvo la necesidad de la estructura organizativa bolchevique; los marofistas se mostraron partidarios de un partido flojo, sin programa ni estructura organizativa claros, sobre todo destinado a ganar elecciones en favor de un caudillo (Tristán Marof). La prédica inicial porista no alcanzó a llegar hasta las masas porque éstas no habían madurado en su lucha diaria lo suficiente como para comprenderla. Se puede decir que recién en los años cuarenta debutó en la política boliviana: penetró en el movimiento obrero aprovechando un escenario del que estaba ausente tanto el MNR como el contubernio estalinismo-rosca. Fue posible porque los explotados, particularmente las avanzadas mineras, comenzaban a sacar las conclusiones de la experiencia negativa en el seno del gobierno nacionalista. En el congreso minero histórico de Pulacayo (noviembre de 1946) fue adoptado el programa trotskista de independencia político-ideológica frente a la burguesía, de la revolución y dictadura proletarias, de la alianza obrero-campesina, del método de la acción directa de masas y de las reivindicaciones transitorias. Las consignas de la Tesis de Pulacayo se convirtieron en el eje de la movilización de la nación oprimida durante el sexenio (1946-1952) y la clase obrera dio un salto descomunal en la evolución de su conciencia. No hay la menor duda de que el trotskysmo contribuyó decisivamente en la estructuración del proletariado como clase. Desde la segunda mitad de los 1940s, la actividad y el aporte teórico de Guillermo Lora como Secretario General contribuyeron de forma decisiva al desarrollo de los ejes programáticos y organizativos del POR qué mantienen toda su vigencia en la actualidad (2021).

### Ciclo Nacionalista
En 1952, el POR no resolvió programáticamente y en la práctica diaria el problema crucial del rol del Partido en la conquista del poder político, que, juntamente con la traición estalinista y otras circunstancias políticas, determinaron el resurgimiento del Movimiento Nacionalista Revolucionario-MNR (que englobó temporalmente al grueso de las masas obrero-campesinas en su organización), y la revolución social de ese año terminó entregando el poder a la expresión política de los intereses de la burguesía, el MNR. El Partido Obrero Revolucionario sentó las bases de la futura evolución de los explotados, necesariamente antiburguesía nacionalista, al plantear la tesis de que el furiosamente antiyanqui MNR de ese momento estaba condenado a postrarse de hinojos ante el imperialismo norteamericano, a aliarse con éste contra la nación oprimida, sobre todo por su naturaleza de clase y su incapacidad para realizar a plenitud las tareas democráticas, y por la presencia del proletariado como clase; que comenzó a plantear sus propios objetivos (desde la Tesis de Pulacayo) y marchó hacia la destrucción de la gran propiedad privada de los medios de producción, tesis que se confirmó plenamente y a través de la misma persona, Víctor Paz Estensoro, de 1952 a 1985. En sus primeros momentos la Central Obrera Boliviana fue una fuerza poderosa y desarrolló abiertamente una oposición revolucionaria al mal llamado cogobierno COB-MNR. 
En 1954-55 se produjo su segunda escisión, eliminando de sus filas a los pablistas (Michel Pablo). El revisionismo Pablista cuestionó la concepción trotskista del estalinismo y también atacó las bases mismas de la revolución permanente al exagerar las posibilidades revolucionarias de la burguesía nacional y propiciar la táctica de su apoyo. 
Posteriormente el POR señaló que el antiobrero y derechista Hernán Siles Suazo (1956-60) consumó el franco desplazamiento movimientista  hacia las posiciones imperialistas. Luchó contra la devaluación monetaria y la escisión de los sindicatos. Encabezó la oposición obrera contra el segundo gobierno de Paz Estenssoro (1960-64) y denunció la insurgencia, desde el seno del movimiento, del gorilismo fascista. Formó sindicatos clandestinos durante el gobierno dictatorial del general René Barrientos (1964-69), lucha en la que fueron asesinados los grandes luchadores mineros César Lora, Isaac Camacho y el obrero gráfico Julio César Aguilar. 
En 1963, no bien apareció el folleto del Che Guevara la Guerra de Guerrillas, Guillermo Lora escribió una severa crítica de las ideas políticas contenidas en dicho documento bajo el título Las Guerrillas (La concepción marxista contra el golpismo aventurero). Desde entonces el POR ha logrado elaborar una concepción global acerca del foquismo y del terrorismo individual, como expresiones de la desesperación típicamente pequeño-burguesa. Sin embargo, es invariable su conducta de solidaridad con todos los izquierdistas cuando soportan la represión gubernamental, no se suma a los ataques de las autoridades contra ellos. Cuando estallaron los acontecimientos de Ñancahuazú, el POR no revisó su posición frente a la lucha armada, se limitó a postergar la discusión pública con los castristas debido a la persecución de qué eran objeto.
El POR no se sumó a los llamados gobiernos “nacionalistas revolucionarios” de los militares Alfredo Ovando y Juan José Torres y señaló sus limitaciones orgánicas y su incapacidad para lograr la liberación nacional y social. Impulsó la estructuración de la Asamblea Popular en 1971 como órgano de poder de los explotados, antes del golpe de Estado del Cnl. Banzer aliado con el MNR y FSB en agosto de ese año. Contribuyó de forma decisiva a la creación del Frente Revolucionario Antiimperialista (FRA) en noviembre de 1971, que juntamente con la Asamblea Popular estaban encaminados hacia la conquista del poder político por la nación oprimida dirigida por el proletariado, paso decisivo para la estructuración de la sociedad comunista.

### 1970s a la actualidad
Durante el desplazamiento de las masas hacia el democratismo electorero hacia fines de los 1970s, permaneció en minoría, señalando el camino verdadero de liberación. La frustración de la Unidad Democrática y Popular-UDP convirtió al POR en el eje central de la política boliviana. Durante las grandes agitaciones de masas (situación revolucionaria) lanzó la consigna de revolución y dictadura proletarias, que es su estrategia partidista. 
En 1975 tuvo lugar su tercera escisión con un grupo nacional-foquista, que planteaba la colaboración con los gobiernos nacionalistas burgueses (civiles o militares) pretendidamente progresistas, así como tesis ultristas y foquistas en materia política y organizativa, cuando el POR propugna la dictadura del proletariado, que sólo puede lograrse aplastando políticamente al nacionalismo y tiene una organización bolchevique basada en las células de militantes y el centralismo democrático.
Desde la segunda mitad de los 1970s cuando Bolivia retorna a la vigencia del democratismo burgués, el POR desarrolla la teoría de la inviabilidad de la democracia burguesa en Bolivia, eje de su política hasta la actualidad y hasta cuando se materialice su estrategia. Guillermo Lora en su escrito Inviabilidad de la Democracia (1980), dice: ”…el democratismo burgués y el generoso florecimiento del parlamentarismo resultan inviables por la extrema pobreza del país, resultado de la imposibilidad de que todavía pueda darse un pleno e independiente desarrollo del capitalismo. Pueden pronunciarse discursos en favor del “proceso democrático” e inclusive practicarse elecciones periódicas, pero no será posible llenar la ausencia del basamento material para la democracia con declaraciones vacuas acerca de sus bondades.” En 1985 el POR interviene en las elecciones generales, buscando volcar a las masas contra el electoralismo y el parlamentarismo, su objetivo central era contribuir al agotamiento de las ilusiones democráticas en los explotados y oprimidos, objetivo logrado en gran medida, sobre todo gracias a la rica experiencia vivida por las masas.
En 2006 cuando el Movimiento al Socialismo (MAS) se hace cargo del Gobierno durante 14 años consecutivos, el POR puntualiza que el MAS y sus seguidores se han apropiado del objetivo de cooperar con los sectores sociales asentados en la propiedad privada de los medios de producción, usando el parlamentarismo y el legalismo. Ellos rechazan la revolución social y actúan apegados al reformismo colaboracionista propio de la clase dominante. La política del MAS que es por su esencia burguesa, está condenada a perecer estrangulada por el imperialismo. El POR puntualiza que la transformación radical del basamento económico de la sociedad burguesa, hoy en decadencia, en destrucción, que precipitadamente se encamina hacia la barbarie, no puede ser el resultado de procesos electorales, que obligadamente subordinan al propósito de perpetuación de la gran propiedad burguesa, basamento irreemplazable del capitalismo. Poco importa que las elecciones se sujeten al ordenamiento jurídico, a la constitución, esto porque este proceso “democrático” supone la perpetuación de la gran propiedad privada burguesa, que es justamente la que tiene que desaparecer para permitir el desarrollo de las fuerzas productivas hacia una sociedad superior como es el comunismo.
El 8 de agosto de 1988, el POR juntamente con el Comité Constructor del Partido Obrero Revolucionario de la Argentina y Socialismo Revolucionario del Uruguay estructuraron el Comité de Enlace por la Reconstrucción de la Cuarta Internacional (CERCI) en actual funcionamiento, como un paso adelante en el camino de la reconstrucción del Partido Mundial de la Revolución Socialista. Posteriormente se unieron los trotskistas de Brasil y Chile.
El POR sigue luchando en la actualidad (2021) por materializar su estrategia de la Revolución y Dictadura Proletarias, como el único camino para sacar a Bolivia del atraso y catapultarla hacia el socialismo y comunismo; continúa publicando “Masas” como su órgano central de manera ininterrumpida, desde el 31 de octubre de 1954.
El P.O.R. Comunica su nacimiento a León Trotsky
La carta que transcribimos seguidamente no fue divulgada con anterioridad, su original se encuentra en el archivo de Trotski depositado en una universidad norteamericana. El sello original y primero del Partido Obrero Revolucionario llevaba como símbolo un cóndor volando y proclamaba ser la "Sección Boliviana de la Liga Comunista Internacionalista (LCI)". La misiva fue enviada al propio Trotski por el flamante Comité Central porista  y dice:
    "Santiago, 26 de julio de 1935.
    "Al camarada
    "León Trotsky,
    "Finlandia.
     "Compañero Trotsky:

     "Una nueva sección de la Liga Comunista Internacionalista --el embrión de nuestra futura Cuarta Internacional-- os saluda reconociendo en vos al heredero del bolchevismo, al compañero de Lenin. La Sección boliviana de la Liga Comunista Internacionalista ha nacido a la vida en medio de los sacrificios y de la terrible experiencia de la guerra del Chaco, ha tomado la orientación de los bolcheviques-leninistas luchando con sus propios medios al discutir los errores del stalinismo criollo y tomando finalmente la experiencia internacional como arma de superación de la conciencia revolucionaria. El PARTIDO OBRERO REVOLUCIONARIO (POR) es el que aspira a representar en Bolivia esas lecciones y esa conciencia.
    "Como en todos los países latino-americanos, nuestra nueva organización política no es todavía fuerte y tan sólo cuenta en su favor con el entusiasmo y el valor de sus militantes, templados en la lucha contra la masacre del Chaco que duró tres años. Las condiciones que llamamos 'objetivas' para nuestro desarrollo en Bolivia se ofrecen favorables; pero se resienten de la falta de un partido bolchevique, de una verdadera vanguardia. ¡Nosotros encararemos resueltamente esta exigencia! 
    "Pero necesitamos crecientemente de nuestra incorporación activa a la L.C.I., al Secretariado Internacional, inmediatamente después de formalizarse nuestro reconocimiento como sección. Nosotros haremos cualquier esfuerzo para cumplir con los deberes que nos corresponden ante nuestra organización internacional, pero reclamamos así mismo la atención de vuestra parte para nuestros problemas. En este sentido contribuiremos también a vuestra información con el envío de nuestras tesis aprobadas en el Congreso y que se publicarán en pocos días más.
    "Acompañamos a nuestra carta el informe que se envía al Secretariado y a todas las secciones nacionales de la Liga Comunista Internacional, rogándoles se le dé toda la publicidad posible y reconociendo la atención que merecieron nuestras actividades en nuestra prensa internacional, especialmente en "The Militant" en Estados Unidos de Norte América, en "Rayo" de Cuba, en "Nueva Etapa" de Argentina y en "Izquierda" de Chile.

"¡POR LA IV INTERNACIONAL! "¡POR LA REVOLUCION PROLETARIA INTERNACIONAL!"
Vicente Flores (Tristán Marof, Red.), Secretario General. Por el Comité Central: M. Fernández (José Aguirre G.), J. Delgado (Eduardo Arze Loureiro), Iván Keswar (Alipio Valencia Vega), Altajiri, (Sergio Justiniano), Chumacero.